# La liberación de Arsínoe
La liberación de Arsínoe es una pintura de Tintoretto de 1555-56, ahora en la Gemäldegalerie Alte Meister de Dresde. Muestra a Arsínoe IV de Egipto huyendo de Alejandría con la ayuda de su tutor Ganímedes, después de que Julio César llegara a la ciudad en el 48 a. C. y se pusiera del lado de la media hermana mayor de Arsínoe, Cleopatra.

## Tema
El motivo procede de la versión francesa del siglo XIII de la Farsalia de Lucano. En la Baja Edad Media, al igual que otras obras literarias supervivientes romanas, sus versos fueron adaptados a la mentalidad medieval y el amor cortés, transformándola en una epopeya caballeresca romántica, que Tintoretto plasma fielmente. La versión medieval cuenta del caballero Ganímedes, que quiere apoderarse del trono tras la muerte de Tolomeo. La forma de conseguirlo es liberando a la hermana de Cleopatra, Arsínoe, encarcelada por César, y casarse con ella. De noche, alcanzó los muros de la fortaleza del Faro en una barca. Arsínoe y su doncella se cuelan por una estrecha ventana, para lo que deben despojarse de sus ropas, y utilizan una cuerda para bajar hasta la barca. Por motivos estéticos, Tintoretto sustituye la soga por una escalera de cuerda.

## Descripción
La pintura probablemente data en torno a 1555-1560, dados su parecidos con Susana y los viejos. Ambas tienen rasgos comunes, composición, forma y colores. Los cuerpos femeninos y movimientos de las figuras son similares, especialmente Susana secándose y la doncella de Arsínoe, sentada en la borda quitándose los grilletes. La escena está llena de tensión, reforzada por la diagonal creada por el balanceo de la barca y las olas que la levantan.